# Freeby
Freeby is een civil parish in het bestuurlijke gebied Melton, in het Engelse graafschap Leicestershire met 244 inwoners.

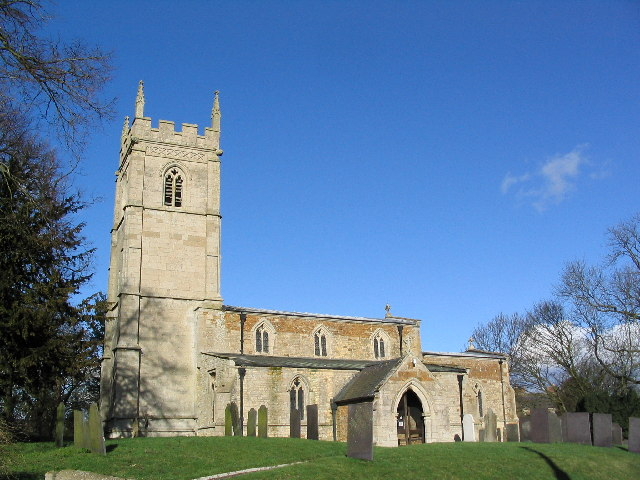
St Mary